# Wüsten-Beifuß
Wüsten-Beifuß (Artemisia tridentata) (englischer Trivialname: Sagebrush), auch Steppen-Beifuß oder Wüstensalbei genannt, ist eine Pflanzenart in der Familie der Korbblütler (Asteraceae).
Der englische Name des Wüsten-Beifußes, Sagebrush, wird auch für einige verwandte Arten der Gattung Artemisia verwendet, zum Beispiel für den Kalifornischen Beifuß.

## Vorkommen
Diese winterharte Pflanzenart wächst in trockenen Gebieten der westlichen USA, besonders in ausgedehnten, wüstenartigen Flächen des Großen Beckens. Eine kleine Population existiert im Middlesex-County im US-Bundesstaat Massachusetts an der Ostküste der USA. Des Weiteren ist sie in der kanadischen Provinz British Columbia und im nordwestlichen Mexiko verbreitet. Der Wüsten-Beifuß wächst sowohl auf sandigem als auch lehmigem Boden.

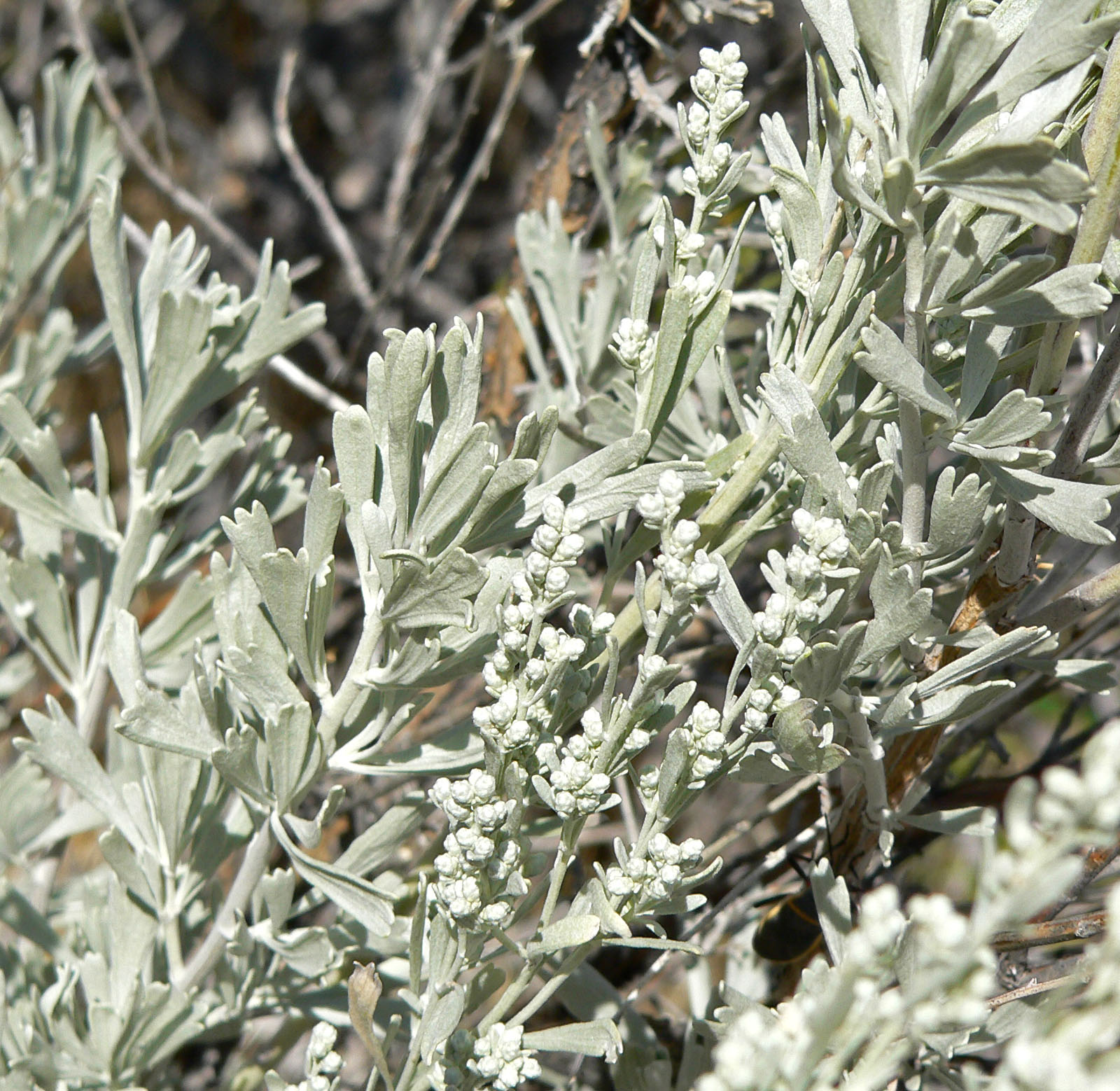
Wüsten-Beifuß (Artemisia tridentata)

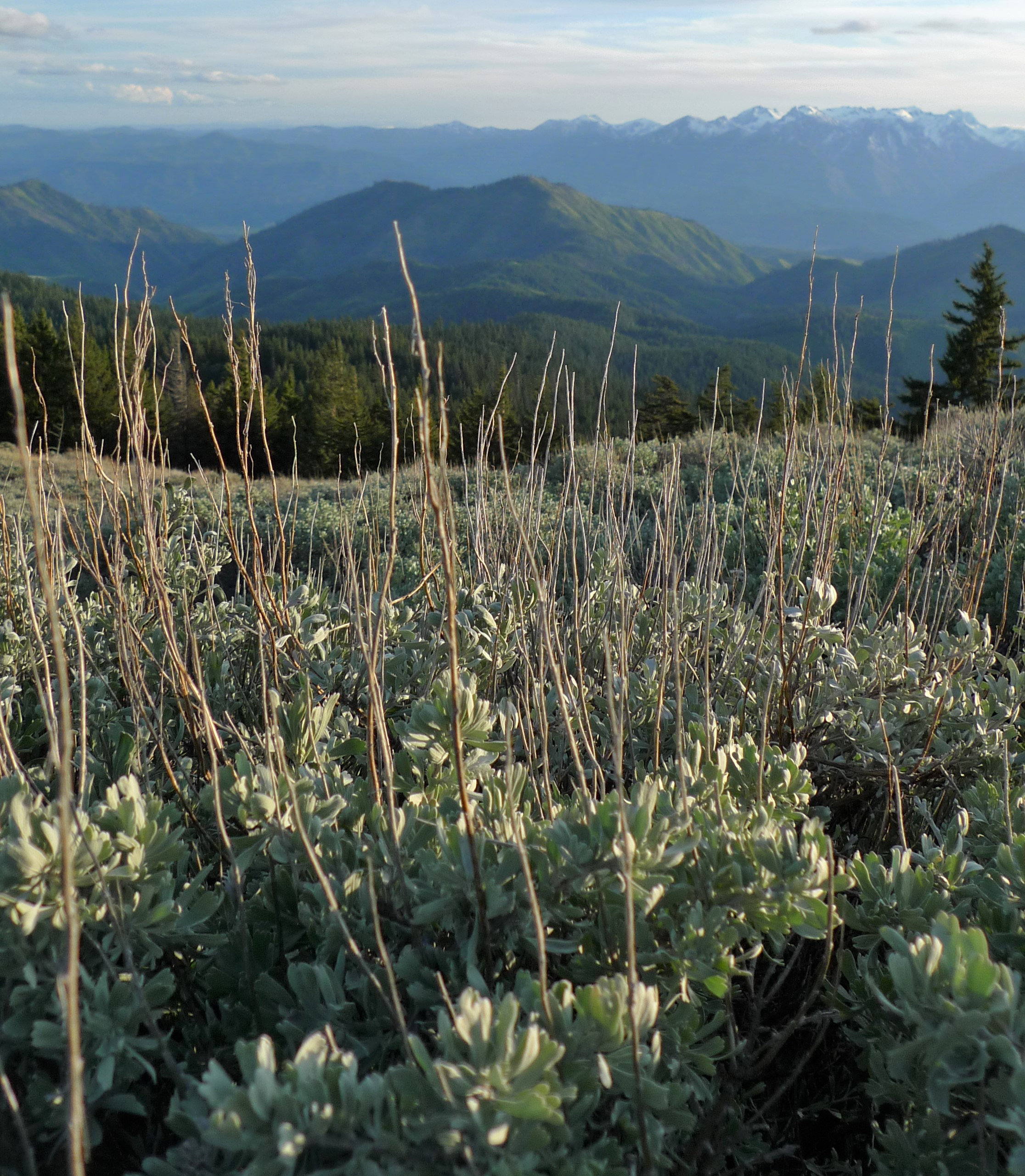
Artemisia tridentata subsp. vaseyana in Washington

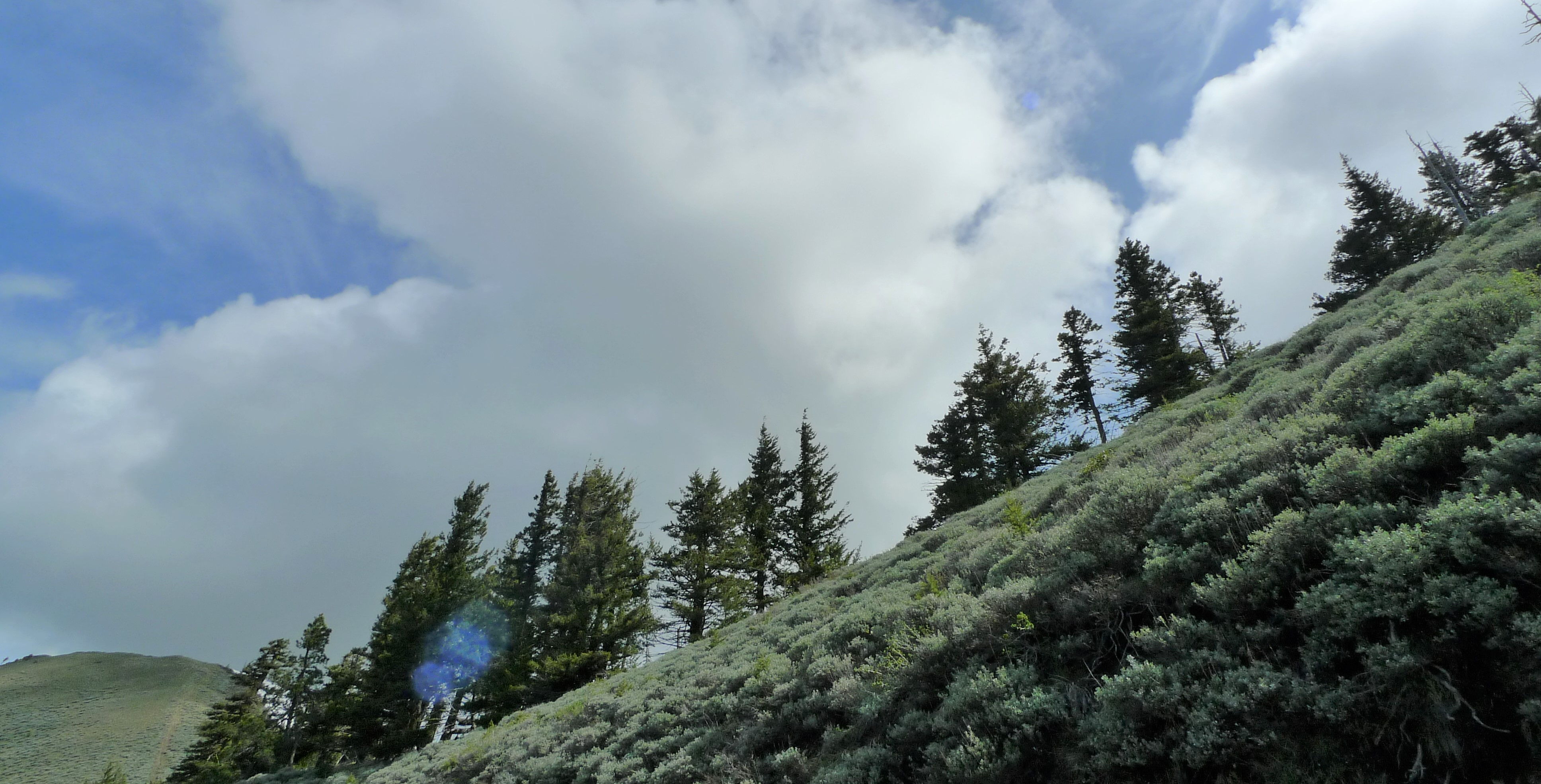
Artemisia tridentata subsp. vaseyana in Washington

## Beschreibung und Ökologie
Der Wüsten-Beifuß ist ein silbrig-grauer runder Strauch oder kleiner Baum, der durchschnittlich Wuchshöhen von etwa 1,20 Meter erreicht. Entlang von Flüssen oder in anderen relativ feuchten Gebieten kann er bis zu 3 Meter Wuchshöhe erreichen.
Ähnlich wie der Salbei verbreitet er einen aromatischen Geruch, besonders wenn er nass ist. Er ist dem Salbei allerdings nicht verwandt. Im Gegensatz zu ihm schmeckt er bitter. Vermutlich dient dieser Geruch zur Abschreckung von Tieren.
Die Laubblätter des Wüstenbeifußes sind keilförmig und am dünnen Ende an den Ästen befestigt. Das andere, breitere Ende ist normalerweise in drei – zuweilen auch zwei oder vier – Flügel geteilt. Die Blätter sind mit feinen silbrigen Härchen bedeckt, welche die Blätter kühl halten und den Wasserverlust minimieren. Die meisten Blätter fallen weder im Herbst noch im Winter ab, da sie meist in Gebieten wachsen, wo die Niederschläge im Winter größer sind als im Sommer.
Die Blüten des Wüsten-Beifußes fallen spätestens bis gegen Ende des Sommers herunter. Die körbchenförmigen Blütenstände enthalten nur drei bis acht Blüten. Die Blüten sind gelb. Der Pappus ist 1 bis 2 Millimeter lang.
Im Gegensatz zu den meisten übrigen Pflanzenarten seines Verbreitungsgebietes sind die Wurzeln des Wüsten-Beifußes nicht feuerresistent. Nach einem Brand kann er nur dann wieder wachsen, wenn der Wind Samen in das niedergebrannte Gebiet weht. Die aus Europa eingeschleppte Dach-Trespe ist stark in den Lebensraum des Wüsten-Beifußes eingedrungen. Sie kann unter Umständen einen Feuer-Zyklus verursachen, der zu häufig wiederkehrt, als dass der Wüsten-Beifuß Zeit findet, sich wieder anzusiedeln.

## Systematik
Artemisia tridentata wurde 1841 von Thomas Nuttall in Transactions of the American Philosophical Society, Serie 2, Band 7, Seite 398 erstbeschrieben. Wenige Botaniker ordnen ihn als Seriphidium tridentatum (Nutt.) W.A.Weber einer gesonderten Gattung Seriphidium zu.
Nach Leila M. Shultz in der Flora of North America können dort vier Unterarten unterschieden werden:
- Artemisia tridentata subsp. parishii (A. Gray) H.M. Hall & Clements (Syn.: Artemisia parishii A. Gray): Sie kommt in Arizona, Kalifornien, Nevada, Utah und in Mexiko (Baja California) vor.[1]
- Artemisia tridentata Nuttall subsp. tridentata (Syn.: Artemisia angustifolia (A. Gray) Rydberg): Sie kommt in Alberta, British Columbia; Arizona, Kalifornien, Colorado, Idaho, Montana, Nevada, New Mexico, Oregon, Utah, Washington und Wyoming vor. Die Chromosomenzahl ist 2n = 18, 36 oder 38.[3]
- Artemisia tridentata subsp. vaseyana (Rydberg) Beetle (Syn.: Artemisia vaseyana Rydberg): Sie kommt in British Columbia; Kalifornien, Colorado, Idaho, Montana, Nevada, North Dakota, Oregon, South Dakota, Utah, Washington und Wyoming in Höhenlagen zwischen 2000 und 2800 Metern vor. Die Chromosomenzahl ist 2n = 18, 36, oder 54.[3]
- Artemisia tridentata subsp. wyomingensis Beetle & A.M. Young (Syn.: Artemisia tridentata var. wyomingensis (Beetle & A.M. Young) S. L. Welsh): Sie kommt in Arizona, Kalifornien, Colorado, Idaho, Montana, Nebraska, Nevada, New Mexico, North Dakota, Oregon, South Dakota, Utah, Washington und Wyoming vor.[1] Die Chromosomenzahl ist 2n = 36.[3]

## Nutzen und Bedeutung
Der Wüsten-Beifuß enthält zwar für die Viehfütterung wertvolle Stoffe wie Proteine, aber auch Öle, wie das Artemiseol, die für die symbiotischen Bakterien in den Pansen vieler Wiederkäuer giftig sind. Findet das Vieh im Winter keine andere Nahrung, frisst es Wüsten-Beifuß-Blätter. Das Gift der Blätter tötet die zur Verdauung benötigten Bakterien in den Pansen des Viehs, somit ist der Verdauungsvorgang gestört. Da dieser aber wesentlich für die nötige Wärme sorgt, erfriert das Vieh. Schafe vertragen in beschränktem Maße Wüsten-Beifuß-Blätter, besonders junge Keimlinge im Frühling. Gabelböcke sind die einzigen größeren Pflanzenfresser, die den Wüsten-Beifuß extensiv fressen. Beifußhühner ernähren sich zu 70 bis 75 % von Blüten und Blättern des Wüsten-Beifußes. Für das nordamerikanische Zwergkaninchen ist Wüsten-Beifuß die Hauptnahrung.
Für viele nordamerikanische Indianer ist der Wüsten-Beifuß eine der heiligsten Pflanzen. Sie verbrennen ihn in Zeremonien im Glauben, dass dies böse Geister fernhalten und die Gedanken reinigen würde. Einige Stämme, zum Beispiel die Nördlichen Shoshone, benutzten ihn auch zum Bau von Hütten. Darüber hinaus gehört der Präriebeifuß für sie zum wichtigsten Räucherwerk, das sie in ihren Ritualen für verschiedene Zwecke wie u. a. zum Vertreiben böser Geister, zur spirituellen Reinigung ihrer Zeremonieplätze sowie in der Schwitzhütten-Zeremonie verräuchern.
Der Wüsten-Beifuß ist die National-Blume des US-Bundesstaates Nevada.